# Judecătorul de minori
Judecătorul de minori (titlul original: în germană Der Jugendrichter) este un film dramatic american, 
de comedie englez, realizat în 1960 de regizorul Paul Verhoeven, protagoniști fiind actorii Heinz Rühmann, Karin Baal, Lola Müthel și Hans Nielsen. 

## Rezumat
Judecătorul de minori dr. Ferdinand Bluhme atunci când își face prelegerile, nu se bazează pe asprime și presupusă descurajare, ci mai degrabă pe empatie și înțelegere. Când spre surprinderea celor prezenți, o condamnă într-o zi pe oarecum naiva Inge Schumann, care și-a ajutat prietenul criminal Kurt într-o tentativă de șantaj, la o durată de opt luni de detenție pentru minori, singurul său scop a fost să o scoată din sfera de influență a prietenului ei. Inge amenință să se sinucidă, motiv pentru care Bluhme comută pedeapsa în suspendare.
Pentru a elibera fata de mediul ei, Bluhme o găzduiește în pensiunea Winkler, unde locuiește și el. Atrăgătoarea Inge stârnește mult interes în rândul colegilor din pensiune, dar tânăra s-a îndrăgostit de Dr. Bluhme, ceea ce o ajută să se desprindă de Kurt. Cu toate acestea, Kurt profită de sentimentele lui Inge și încearcă să-l șantajeze pe judecător...

## Distribuție
- Heinz Rühmann – Richter dr. Ferdinand Bluhme
- Karin Baal – Inge Schumann
- Lola Müthel – Elisabeth Winkler
- Hans Nielsen – președintele judecătoriei dr. Otto Schmittler
- Rainer Brandt – Kurt
- Michael Verhoeven – Alfred „Fred“ Kaiser
- Peter Thom – Willi Lenz
- Lore Schulz – Paula Burg
- Monika John – Marie
- Hans Epskamp – președintele senatului Dr. Hallmeier
- Erich Fiedler – Hans-Dieter Vogel (vânzător)
- Willi Rose – executorul judecătoresc
- Gerhard Frickhöffer – Wellmann (om de afaceri)
- Harry Engel – Peters